# Stepan Michajlovič Levitskij
Stepan Michajlovič Levitskij (in russo Степан Михайлович Левитский?, noto anche con la grafia Stepan Levitsky o Levitzky; Zadonsk, 25 aprile 1876 – Nižnjaja Tura, 21 marzo 1924) è stato uno scacchista russo.

## Biografia
Tra i più forti scacchisti russi del ventennio 1900-1920, si mise in luce nel 1899 a San Pietroburgo con il 3º posto nel primo campionato russo, vinto da Čigorin.
Nel 1907 fu 2º dietro a Znosko-Borovskij a San Pietroburgo. Nello stesso anno perse un match contro Alapin (+0 =0 –5).
Nel 1911 vinse a San Pietroburgo il campionato russo per amatori (All-Russian Amateurs) con 16,5/21 e nel 1912 fu 3º nel campionato russo assoluto di Vilnius, dietro a Rubinstein e Bernstein, ma davanti tra gli altri a campioni quali Alechin (con cui vinse entrambe le partite) e Nimzowitsch. Questo è considerato il suo più notevole risultato.
Nel 1913 giocò a San Pietroburgo un match contro Alechin, finanziato dall'uomo d'affari e appassionato di scacchi Tereščenko, che pose come condizioni che sarebbe stato vincitore il primo ad aggiudicarsi sette partite (le patte non contavano) e che l'unica apertura permessa era 1. e4 e5, con le eccezioni della Partita spagnola e della Partita dei quattro cavalli. Levitskij perse +3 –7, ma considerata la grande forza del suo avversario questo risultato non è affatto disprezzabile.
Levitskij è noto per aver perduto una famosa partita contro Frank Marshall nel torneo di Breslavia 1912, chiamata spesso « l'Immortale di Marshall »  (23. ...Dg3!!).
Il suo stile di gioco mostrava una ricca immaginazione, con la tendenza a portarsi in posizioni molto tese, in cui poteva far valere la sua notevole forza combinativa. Ne è un tipico esempio una partita che vinse brillantemente in 25 mosse contro Alechin nel match del 1913, che può essere considerata « L'Immortale di Levitskij ».
L'attacco Levitskij della partita di Donna 1. d4 d5 2. Ag5 (ECO D00), che giocò in una partita contro Rubinstein a Vilnius nel 1913 (terminata patta) prende il suo nome, benché in tempi più recenti ci si riferisce a questa variante con il nome di Attacco Hodgson. Questa apertura è basata su idee molto simili a quelle dell'attacco Trompowsky, ed ha incontrato recentemente il favore di diversi grandi maestri, tra cui Julian Hodgson e Igor Miladinović.